# Христо Горов
Христо Маринов Искров с псевдоним Горов е деец на Българската комунистическа партия. Той е сред най-големите есперантски поети, журналисти и преводачи.

## Биография
Роден е на 18 юли 1908 година в голямото българско сярско село Горно Броди, тогава в Османската империя. Баща му Марин Искров загива като македоно-одрински опълченец от четата на Крум Пчелински в Балканската война.
Емигрира в България и завършва гимназия в Станимака (от 1934 година Асеновград). Работи в тютюнев склад и в различни търговски обекти в Пловдив и Асеновград. Още като младеж в Станимака научава есперанто. В 1927 година влиза в Работническия младежки съюз, а в 1930 година - в БКП. Редактира нелегален вестник, заради което е арестуван и лежи в затвора до 20 юни 1937 година. В следващата 1938 година е интерниран в Исперихско и в Несебър.
Член е на Втори районен комитет на БКП и секретар на Втори районен комитет на Отечествения фронт. В 1943 година издава нелегалния вестник „Отечествен глас“ заедно със Славка Богданова по нареждане на Окръжния комитет на БКП. От 26 май 1944 г. е партизанин в „Първа родопска бригада „Георги Димитров““. Завежда агитацията и пропагандата и е редактор на партизанския вестник „Въстаническа борба“.
През 1945 година е избран за секретар на Градския комитет на БКП в Пловдив, а в 1949 г. – за секретар на Окръжния комитет на партията. В периода 1950 – 1953 година работи в Централния комитет на БКП и в Министерския съвет.
От 1950 г. работи в Културно-просветния отдел на Министерския съвет. След закриването на отдела е редактор на документалния отдел в „Българска кинематография“. От 1960 до 1987 година е председател на Българския есперантски съюз. Сътрудничи на много есперантски вестници и списания по света. Превежда заедно с Давид Сасонов на есперанто поемата на Гео Милев „Септември“, както и разкази от Йордан Йовков, Георги Караславов, стихове на Христо Смирненски, Никола Вапцаров и други.
Автор е на 5 книги на есперанто, издадени в Париж, Москва, Будапеща и София: „Поема на орача“ (стихотворения, 1930 г.), „Въстаническа струна“ (стихотворения, 1983 г.), „Моята зелена пътека“ (разкази, 1986 г.) и други.
Горов е сред основателите на Международната есперантска асоциация на писателите есперантисти в Берлин. Пише активно в списанията „Български есперантист“, „Мир“, „Есперантска трибуна“ и други. Автор е на много книги на български – „Пътят на победата“ – проза, 1944 г., „Планински орли“ – повест, 1952 г., „Хроника на едно лято“ – проза, 1975 г., „Обичам зеленото на моя роден край“ – проза, 1979 г. и други, както и на много сценарии за документални филми.